# Philacra steyermarkii
Philacra steyermarkii är en tvåhjärtbladig växtart som beskrevs av Bassett Maguire. Philacra steyermarkii ingår i släktet Philacra och familjen Ochnaceae. Inga underarter finns listade i Catalogue of Life.